# Brooks Lennon
Brooks Lennon (Paradise Valley, 1997. szeptember 22. –) amerikai válogatott labdarúgó, az Atlanta United hátvéde.

## Pályafutása

### Klubcsapatokban
Lennon az arizonai Paradise Valley városában született. Az ifjúsági pályafutását a Real Salt Lake csapatában kezdte, majd az angol Liverpool akadémiájánál folytatta.
2017-ben mutatkozott be a Liverpool első osztályban szereplő felnőtt keretében. A 2017-es szezonban az észak-amerikai első osztályban érdekelt Real Salt Lake csapatát erősítette kölcsönben. A lehetőséggel élve, 2018-ban az amerikai klubhoz igazolt. 2019. december 2-án ötéves szerződést kötött az Atlanta United együttesével. Először a 2020. március 1-jei, Nashville ellen 2–1-re megnyert mérkőzésen lépett pályára. Első gólját 2020. augusztus 29-én, az Orlando City ellen hazai pályán 3–1-re elvesztett találkozón szerezte meg.

### A válogatottban
Lennon az U18-astól az U23-asig több korosztályos válogatottban is képviselte Amerikát.
2021-ben debütált az felnőtt válogatottban. Először a 2021. december 19-ei Bosznia-Hercegovina ellen 1–0-ra megnyert mérkőzésen lépett pályára.

## Statisztikák
2024. augusztus 4. szerint
| Klub                        | Szezon   | Osztály  | Bajnokság | Bajnokság | Kupa  | Kupa | Nemzetközi | Nemzetközi | Összesen | Összesen |
| Klub                        | Szezon   | Osztály  | Meccs     | Gól       | Meccs | Gól  | Meccs      | Gól        | Meccs    | Gól      |
| --------------------------- | -------- | -------- | --------- | --------- | ----- | ---- | ---------- | ---------- | -------- | -------- |
| Real Salt Lake (kölcsönben) | 2017     | MLS      | 25        | 3         | 1     | 0    | —          | —          | 26       | 3        |
| Real Salt Lake              | 2018     | MLS      | 36        | 0         | 1     | 0    | —          | —          | 37       | 0        |
| Real Salt Lake              | 2019     | MLS      | 28        | 0         | 0     | 0    | 1          | 0          | 29       | 0        |
| Atlanta United              | 2020     | MLS      | 23        | 2         | 0     | 0    | 3          | 0          | 26       | 2        |
| Atlanta United              | 2021     | MLS      | 33        | 0         | 0     | 0    | 3          | 0          | 36       | 0        |
| Atlanta United              | 2022     | MLS      | 25        | 2         | 2     | 1    | —          | —          | 27       | 3        |
| Atlanta United              | 2023     | MLS      | 36        | 4         | 1     | 0    | 2          | 0          | 39       | 4        |
| Atlanta United              | 2024     | MLS      | 25        | 0         | 2     | 0    | 2          | 0          | 29       | 0        |
| Összesen                    | Összesen | Összesen | 231       | 11        | 7     | 1    | 11         | 0          | 249      | 12       |

### A válogatottban
| Válogatott       | Év       | Pályára lépés | Gól |
| ---------------- | -------- | ------------- | --- |
| Egyesült Államok | 2021     | 1             | 0   |
| Összesen         | Összesen | 1             | 0   |

## Sikerei, díjai
Amerikai U20-as válogatott
- U20-as CONCACAF-bajnokság
  - Győztes (1): 2017